# Galmoy (comté de Kilkenny)
Galmoy est un village en Irlande, situé dans le comté de Kilkenny.